# Chlorurus rhakoura
Chlorurus rhakoura is een  straalvinnige vissensoort uit de familie van papegaaivissen (Scaridae). De wetenschappelijke naam van de soort is voor het eerst geldig gepubliceerd in 1997 door Randall & Anderson.
De soort staat op de Rode Lijst van de IUCN als niet bedreigd, beoordelingsjaar 2009.